# Ново Пржуљ
Проф. др Ново Пржуљ (Лазе, 14. јануар 1956) академик је Академије науке и умјетности Републике Српске, редовни професор на Пољопривредном факултету Универзитету у Бањој Луци и научни савјетник на Институту за ратарство и повртларство у Новом Саду.
За дописног члана изван радног састава изабран је 21. децембра 2012, а за дописног члана у радном саставу 4. децембра 2015. За редовног члана изабран 21. маја 2019. године.

## Биографија
Ново Пржуљ је рођен 14. јануара 1956. године у селу Лазе, општина Соколац, у тадашњој југословенској Народној Републици Босни и Херцеговини.

### Образовање
Основну је похађао у Соколцу, гдје је завршио и гимназију 1975. године. Као гимназијалац је освојио прво мјесто на републичком и друго на државном такмичењу из биологије у оквиру покрета „Наука младима”.
Дипломирао је на ратарском одјеску Пољопривредног факултета Универзитета у Сарајеву 1980. године са просјечном оцјеном 9,8. Током студирања био је најбољи студент на факултету и више пута најбољи студент општине Нови Град.
Постдипломске студије је завшио на групи генетика и оплемењивање биља на Пољопривредном факултету Универзитета у Новом Саду. Магистрирао је 1984. године на тему „Насљеђивање компоненти приноса код пасуља (Phaseolus vulgaris L)”. Докторску дисертацију је одбранио 19. маја 1989. године под називом „Насљеђивање дужине вегетативног периода и периода налијевања зрна и њихов утицај на принос јаре пшенице”.

### Каријера
Радни вијек је почао као асистент у периоду од 1981. до 1989. године, када је постао доцент за генетику на Пољопрвиреном факултету у Сарајеву. Звање вандредног професора генетике на Пољопрвиреном факултету у Бањој Луци добио је 1997. године, а редовног професора 2007. године.
У периоду 1994–2014. радио је у Институту за ратарство и повртарство у Новом Саду, гдје је изабран у звање научног сарадника 1994, вишег научног сарадника 1999. и научног савјетника 2002. године.
Специјализацију из области генетике, молекуларне биологије, гене¬тичких ресурса, банкe биљних гена, оплемењивања и квалитета жита, одрживе пољопривреде и руралног разво¬а обавио је у Мексику, Калифорнији, Орегону, Сјеверној Каролини, Норвешкој, Њемачкој и на Тајвану.
Председник је Одбора за биотехничке науке при Академијином Одјељењу природно-математичких наука и члан Стручне редакције за пољопривреду, шумарство и водопривреду Енциклопедије Републике Српске.
Био је учесник у неколико пројеката министарстава науке Босне и Херцеговине, Србије и Републике Српске. Створио је 87 сорти јечма, овса и ражи, које су признате у Србији, Мађарској, Румунији, Бугарској, Украјини и БиХ.
Ментор је за више докторских дисертација, магистарских, мастер и дипломских радова. Био је члан више комисија за одбрану магистарских радова и докторских дисертација на пољопривредним факултетима у Београду, Новом Саду, Бањој Луци и Источном Сарајеву.
Био је продекан за научноистраживачки рад на Пољо¬при¬вредном факул¬тету у Бањој Луци и члан првог Управног од¬бора овог факултета у периоду 1992–1994, замјеник управника и управник Оде¬љења за стрна жита у Инсти¬туту за ратарство и повртарство у Новом Саду. Предсједник је Сортне ко¬ми¬сије Ре¬пу¬блике Српске, члан Комисије за категоризацију часописа при Ми¬ни¬¬¬стар¬ству науке и технологије Републике Српске и члан Техничког ко¬ми¬¬тета BАS/ТC 45 Пољопривреда, Института за стандардизацију БиХ. Члан је науч¬них одбора часописâ „Агро¬зна¬ње” и „Agrofor”, те међу¬на¬родних сим¬по-зијума „AgroRes”, „Agrosym”, „Scientific and technological develop¬ment, mode¬ling, manage-ment and solutions for computer-aided activities of agri¬cul¬tural produ¬cers in the region” и „International Congress on Molecular Biology and Biotechno¬logy”.

## Радови
Аутор је уџбеника из генетике и коаутор уџбеника из семенарства.
Објавио је три поглавља у тематском зборнику водећег међународног значаја, 38 радова у часописима са SCI листе са импакт фактором, 58 радова у целини у зборницима са међународних скупова, 19 радова у целини у националним зборницима, 47 радова у водећим часописима националног значаја, 62 рада у часописима националног значаја, двије истакнуте монографије и још три монографије националног значаја.
Пржуљ је писао и рецензије за часописе „Euphytica”, „Euro¬pean Journal of Agronomy”, „Journal of Agro¬nomy and Crop Science” и „Genetika”, за међународне скупове, домаће часописе, скупове и за националне проекате.

## Награде
Добитник је Повеље општине Соколац (2010).